# Roger de La Fresnaye
Roger Noël François de La Fresnaye (Le Mans, 11 juli 1885 - Grasse, 27 november 1925) was een Frans kunstschilder en beeldhouwer. De werken van Roger de La Fresnaye behoren tot het kubisme en het fauvisme.

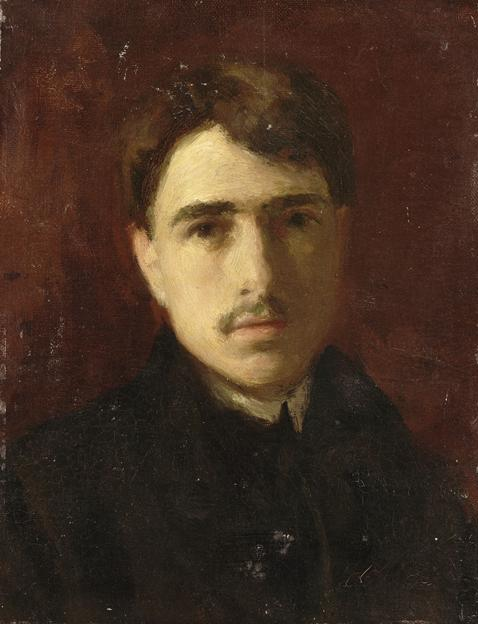
Zelfportret (1906)

## Levensloop
Hij werd geboren in Le Mans waar zijn vader tijdelijk gestationeerd was als officier in het Franse leger. De La Fresnayes waren een aristocratische familie die woonde op het Château de La Fresnaye, vlak bij Falaise. Hij volgde een klassieke opleiding, die gevolgd werd door een studie van 1903 tot 1904 aan de Académie Julian in Parijs en van 1904 tot 1908 aan de École des Beaux Arts.
In 1908 studeerde hij aan de Académie Ranson onder Maurice Denis en Paul Sérusier wier invloed duidelijk te zien is in eerdere werken zoals Vrouw met chrysanten (1909). De werken uit deze periode getuigen van het symbolisme en van de stijl van de postimpressionistische schilderkunstbeweging Les Nabis.
In 1910 nam hij deel aan de 'Salon des Indépendants' en de 'Salon d'Automne'.
Van 1912 tot 1914 was hij lid van de Puteaux Group (ook Section d'Or genoemd), een schildersbeweging die in 1911 ontstond in het atelier van Jacques Villon en waarvan de leden hun werken baseerden op het kubisme. Hij werd beïnvloed door Georges Braque en Pablo Picasso, maar zijn werk heeft meer decoratief dan structureel gevoel en zijn prismatische kleuren weerspiegelen eerder de invloed van Robert Delaunay.
Hij was ook een aanhanger van het orphisme, een schildersbeweging die de overgang vormde van kubisme naar abstracte kunst (zie Apollinaire en Robert Delaunay).
Zijn bekendste werk is De verovering van de lucht (La conquête de l'air) uit 1913 (Museum of Modern Art, New York), een werk dat hem met zijn broer en een ballon op de achtergrond weergeeft.
Alhoewel Roger de La Fresnaye voor militaire dienst werd afgekeurd op grond van pleuritis wou hij toch dienen in het Franse leger in de Eerste Wereldoorlog. Hij hield er tuberculose aan over.
Hij overleed in Grasse in 1925 op 40-jarige leeftijd.

## Galerij

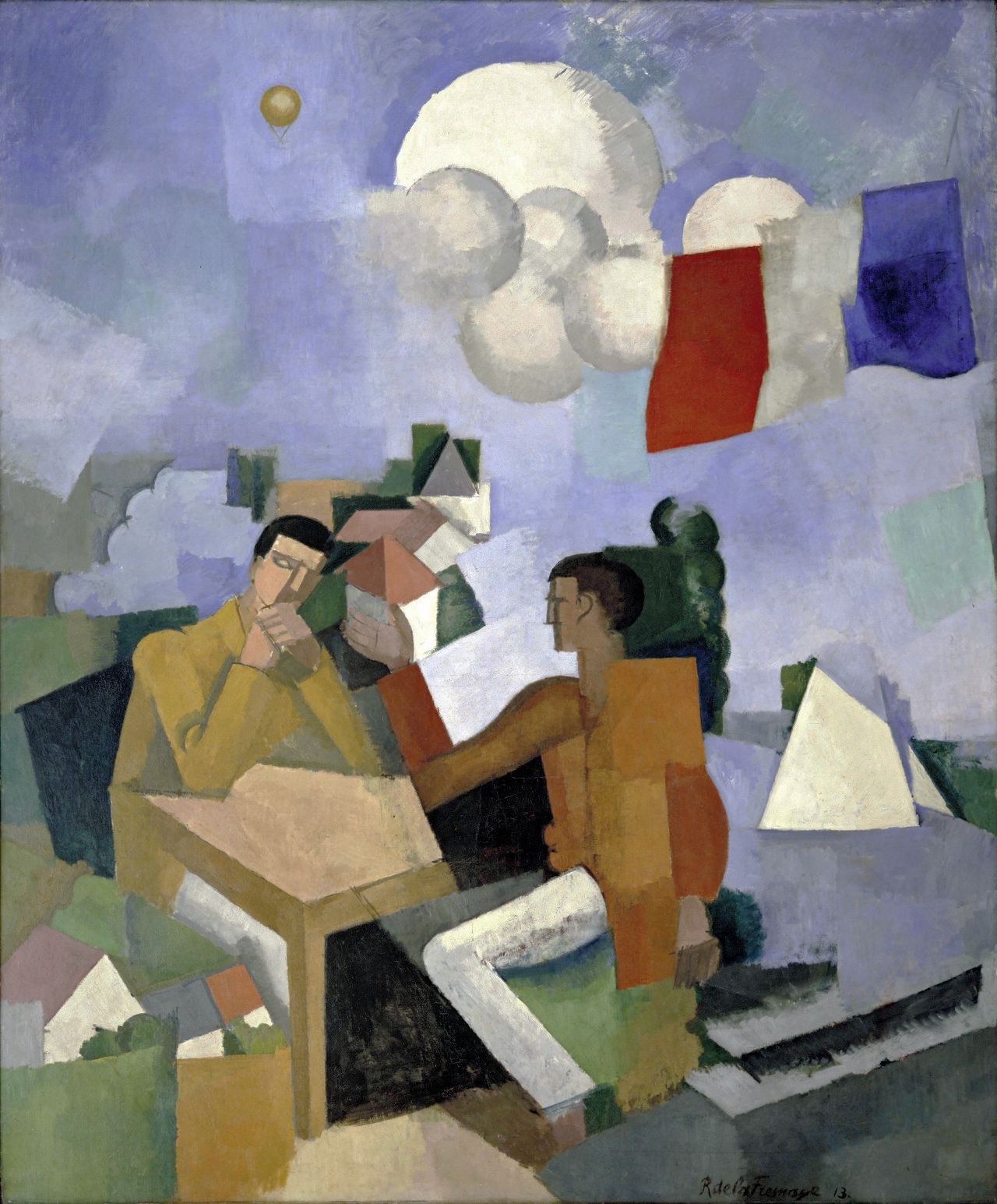
Conquest of Air
Artillerie
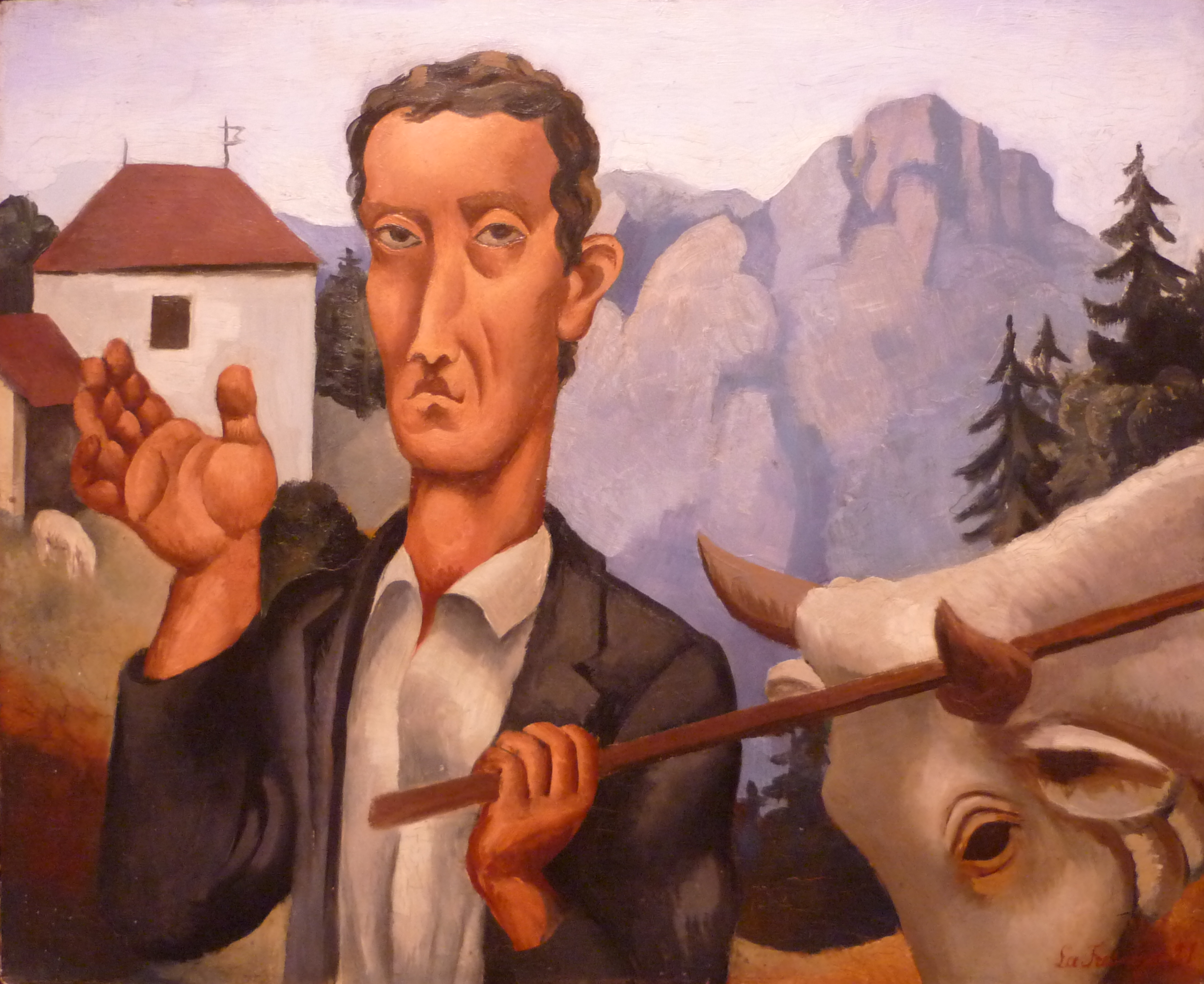
Bouvier
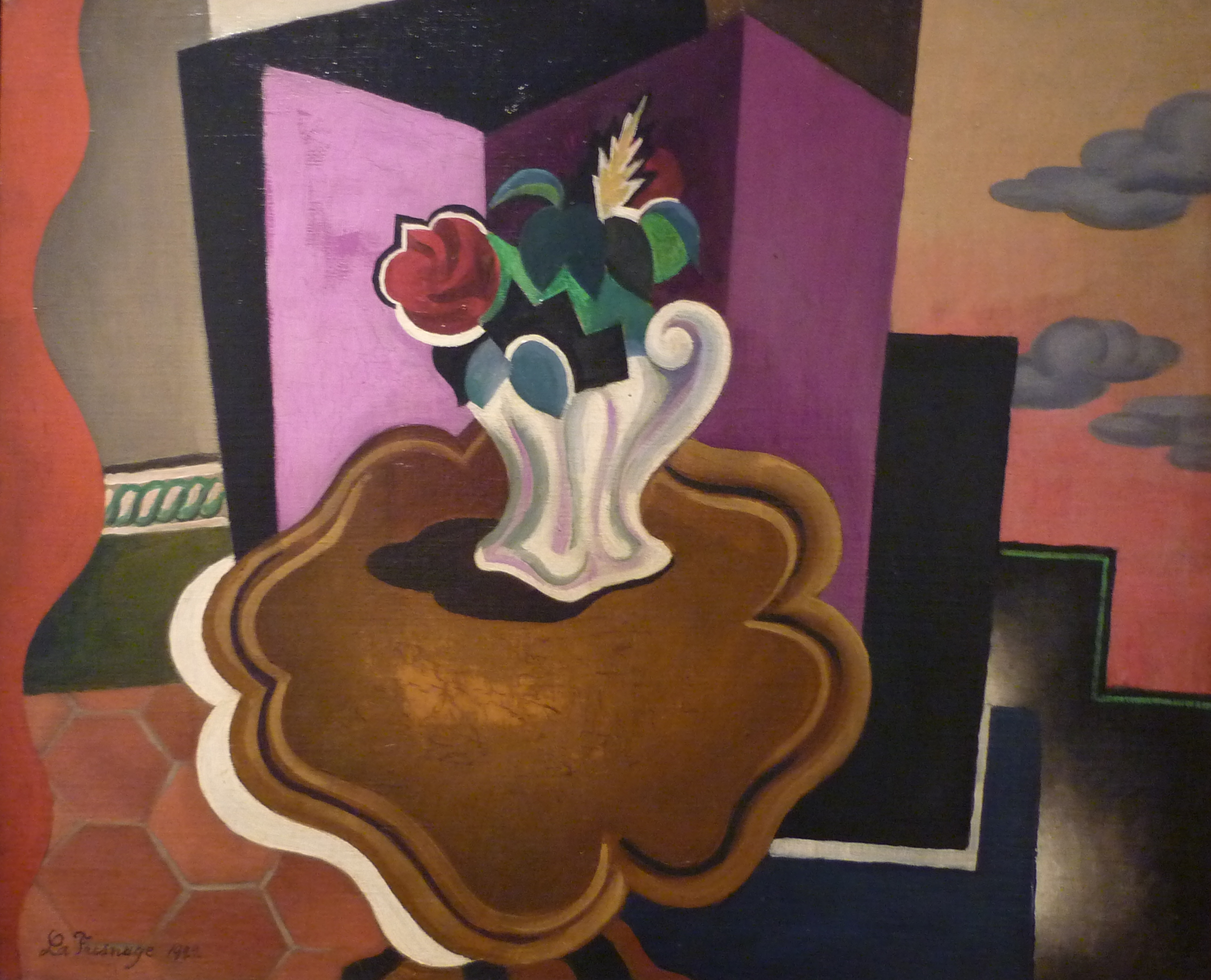
Table Louis-Philippe
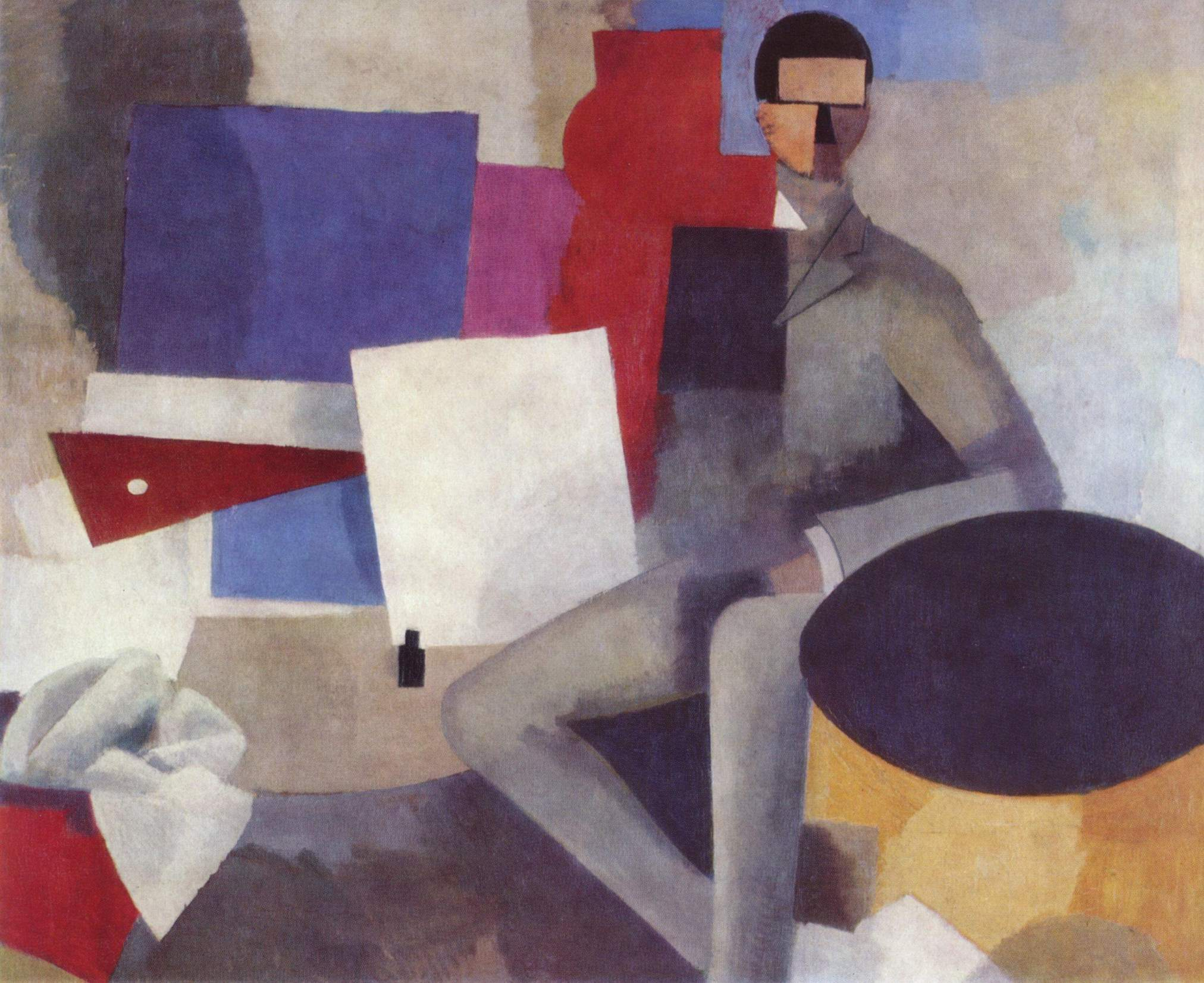
Homme assis

## Musea
- Musée d'art moderne in Troyes
- Fine Arts Museums of San Francisco in San Francisco
- Metropolitan Museum of Art en Museum of Modern Art in New York
- Minneapolis Institute of Arts in Minnesota
- Museum of Fine Arts in Boston
- National Gallery of Art in en het Hirshhorn Museum and Sculpture Garden in Washington